# RPM International
RPM International est une entreprise spécialisé dans la fabrication de matériaux de construction. Son siège social est situé à Medina aux États-Unis.

## Filiales
- RPM Building Solutions
  - Tremco Illbruck